# 袁熿
袁熿（？—？），字我實，南直隸松江府華亭縣人，竈籍，明朝政治人物。

## 生平
天啟四年（1624年）甲子科应天乡试举人，五年（1625年）乙丑科进士。授工部营缮司主事，以能干善任著称，六年（1626年）升光禄寺少卿，七年（1627年）八月以殿工加升二级，升太常寺少卿，仍兼管工部。时宦官魏忠贤专断朝政，欲令出其门下，屡使人道意，刚正不阿，严以拒之，遂辞官归里，崇祯元年（1628年）三月被山东道御史高捷疏劾，二年（1629年）列逆案，以殿工加衔并荫袭削去者。